# Viborg Atletik og Motion
Viborg Atletik og Motion er en atletikklub fra Viborg. Klubben blev stiftet 12. juli 1940 som Viborg Atletikforening. Den er hjemmehørende ved Viborg Atletikstadion.
Klubbens mest markante navne er løberne Else Hadrup Justesen, Arne Stigsen, Søren Rasmussen, Thijs Nijhuis, samt Lene Duus.
Foreningen er medlem af Dansk Atletik Forbund, Dansk Idrætsforbund, Viborg Idrætsråd, Dansk Triathlon Forbund samt Danske Gymnastik- og Idrætsforeninger (DGI).
Klubben arrangerer hvert år Søndersøløbet, Viborg Halvmaraton, Viborg 100 km og fem serieløb i vintersæsonen, samt en lang række andre løb, ofte i samarbejde med andre foreninger.